# Nicholas Fish
Nicholas Fish (New York, 28 agosto 1758 – New York, 20 giugno 1833) è stato un ufficiale statunitense Fu il primo aiutante generale di New York.

## Biografia
Fish nacque in una ricca famiglia di New York. Era il figlio di Jonathan Fish, e di sua moglie, Elizabeth Sackett.
Ha frequentato la Princeton University ma lasciò prima di laurearsi per proseguire gli studi di legge al King's College (ora Columbia University). Lì si interessò attivamente all'organizzazione dei Figli della Libertà.

## Carriera

### Guerra d'indipendenza
Nel 1776 fu nominato dall'allora generale di brigata Scott aiutante di campo nel suo staff. Il 21 agosto 1776 Fish fu nominato maggiore del 2nd New York Regiment.
Ha servito come ispettore di divisione sotto il maggiore generale von Steuben nel 1778. Ha partecipato alle battaglie di Saratoga e Monmouth, alla spedizione di Sullivan contro i nativi americani nel 1779 e alle campagne in Virginia e Yorktown, in cui ha servito per un tempo nello staff del Marchese de La Fayette. Insieme ad Alexander Hamilton, prestò servizio nella New York Militia Hearts of Oak.
Fish era un membro originale della New York Society of Cincinnati e fu presidente (1797-1804 e 1805-1806).
Nel 1786 fu nominato aiutante generale di New York, che ricoprì per molti anni. Nel 1794, fu nominato supervisore di Washington delle entrate federali a New York. In due occasioni, Fish corse senza successo per il Congresso degli Stati Uniti, perdendo contro Samuel L. Mitchill nel 1804 e Gurdon S. Mumford nel 1806. Fish corse due volte senza successo per la carica di tenente governatore di New York. Durante la guerra del 1812, Fish prestò servizio come membro del comitato di difesa della città.

## Matrimonio
Nel 1803 sposò Elizabeth Stuyvesant (1775–1854), figlia di Petrus Stuyvesant e di Margaret Livingston. Era la sorella di Peter Gerard Stuyvesant (entrambi discendenti di Petrus Stuyvesant, l'ultimo governatore generale olandese della colonia dei Nuovi Paesi Bassi), nipote di Gilbert Livingston e pronipote di Robert Livingston il Vecchio. Ebbero cinque figli:
- Susan Elizabeth Fish (1805–1892), sposò Daniel LeRoy[3]
- Margaret Ann Fish (1807–1877), sposò John Neilson[3]
- Hamilton Fish (1808–1893), sposò Julia Ursin Niemcewiez Kean[3][11]
- Elizabeth Sarah Fish (1810–1881), sposò Richard Lewis Morris[3]
- Petrus Stuyvesant Fish (1813–1834)[3]

## Morte
Morì il 20 giugno 1833 e fu sepolto nel cimitero di St. Mark's Church in-the-Bowery a New York.